# 镀金

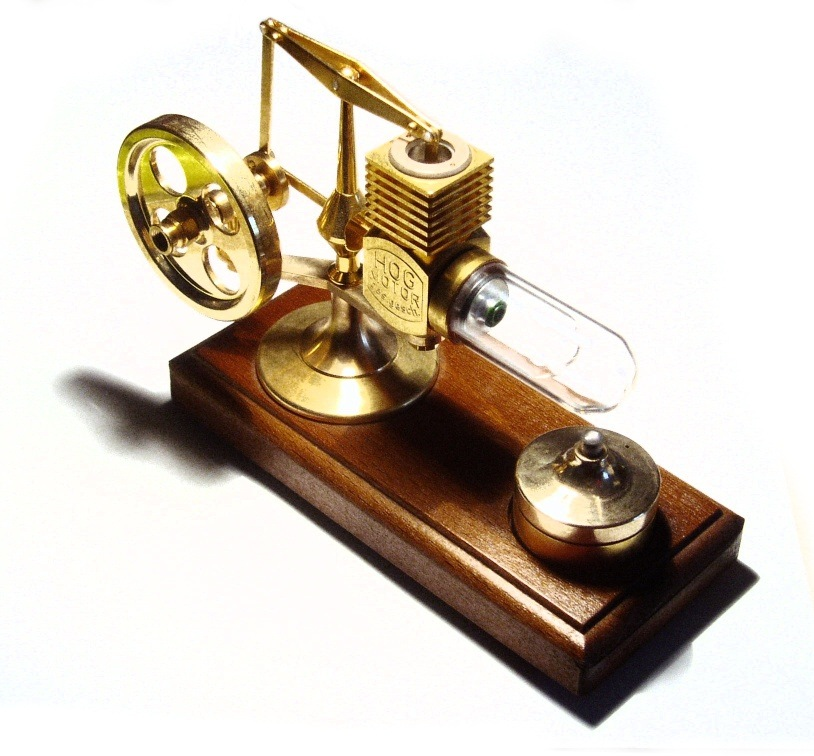
镀金斯特林发动机模型

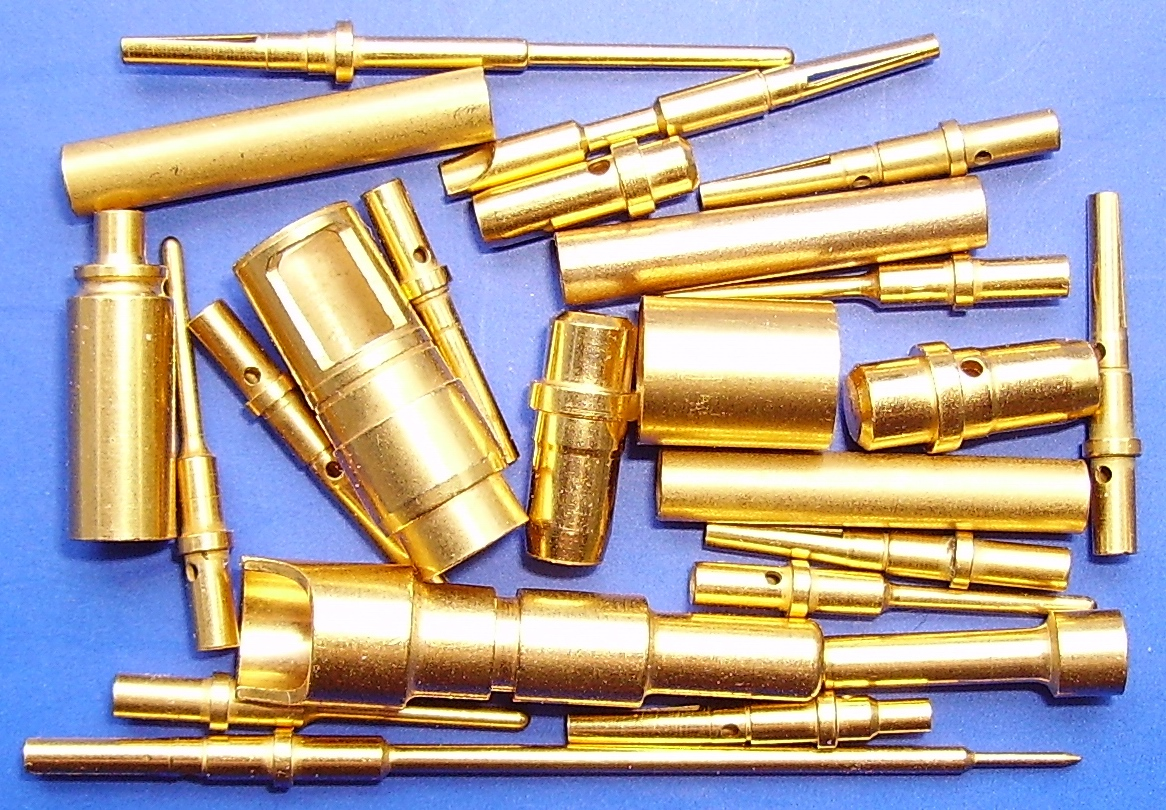
镀金连接器

镀金，是指用化学方法在物体表面（通常是铜和银）通过化学镀或电镀的方法附着一层金。可用于装饰，金的性质稳定，也可用来保护器物不被氧化。金的电阻低，易焊接、耐腐蚀，也可用来制作电路板。

## 文化用语
在現代，被廣義使用在形容內在與外在不相符的人、事、物或行為上，因为镀金后只有表面薄薄的一层金。
马克吐温的第一部长篇小说小说《镀金时代》，描述南北战争之后的美国社会表面上繁华，实际却很糟糕。